# Dorfbeuern
Dorfbeuern est une commune autrichienne du district de Salzbourg-Umgebung dans l'État de Salzbourg.

## Géographie

### Localités
Au, Breitenlohe, Buchach, Dorfbeuern, Michaelbeuern, Reitsberg, Scherhaslach, Schönberg, Thalhausen, Vorau, Wagnerfeld, Wagnergraben.